# Niss Oskar Jonsson
Niss Oskar Jonsson, född 29 maj 1909 i Grimsmyrheden, Malung, död 4 mars 2002 i Malung, var en svensk företagare och grundare av JOFA.
Niss Oskar Jonsson var son till en småbrukare och sadelmakare i byn Grimsmyrsheden, Niss Jonas Jonsson. Redan som barn började tjäna extrapengar genom att ta upp beställningar från Åhlén & Holmkatalogen. Efter sexårig skolgång började han som springpojke i Robert Matssons skinnfirma i Grimsmyrheden och senare i morbrodern Hindrik Jonssons skomakeri i Grönland (Malungs centrum). Senare kom han som lärling i faderns sadelmakeri.
Vid sidan om lärlingsarbetet började han tillverka stavar och skidbindningar och gav sig ut på försäljningsresor. Sportintresset var vid den här tiden på uppgång och Niss Oskar hade stora framgångar. Som minderårig måste han 1926 bilda firman i faderns namn. Från början hade han endast två anställda, men ganska snart började han anställa sina klasskamrater.
Vindutrymmet där verksamheten tidigare blev snart för litet, och han lyckades övertala sina föräldrar att sälja gårdens kor, och inredde ladugården till verkstad. 1929 hade han 31 anställda, därtill en mängd legoarbetare runt om i byarna omkring. 1933 köpte han in Emilshus, ett garveri i Hole, och under åren framöver byggdes fabriken ut. Tomten var trång, och den ursprungliga byggnaden kom därför att byggas på på höjden. Fabriken var den första i Malung där det installerades hiss.
Genom kompanjonskap med skidfabrikanten Mikael Larsson i Hudiksvall startade Jofa en skidfabrik i Tallåsen, av överskottsvirket tillverkades möbler, som under 1940-talet kom att bli huvudprodukten vid fabriken. Någon verklig lönsamhet lyckades man dock aldrig få till här.
Antalet arbetare fortsatte att öka, 1935 hade man 107 anställda, 1938 137 anställda och 1941 400 anställda. Samtidigt öppnades allt fler filialer för tillverkning. 1946 öppnade man verkstäder på Sollerön och i Ambjörby i norra Värmland och 1947 en verkstad i Dala-Järna. 1949 öppnades en verkstad för tillverkning av skinnartiklar i Vansbro. 1960 blev Niss Oskar riddare av Vasaorden, första klass. Oväntat såldes 1973 företaget till Volvo. 
Niss Oskar övergick därefter till att driva Hole stormarknad. Han var även engagerad i idrottslivet i Malung och donerade bland annat grundplåten till anläggandet av idrottsanläggningen i Byråsen.